# Харриер, Лора
Ло́ра Рут Ха́рриер (англ. Laura Ruth Harrier; род. 28 марта 1990, Чикаго, Иллинойс) — американская актриса и модель. Наиболее известна по роли Дестини Эванс в перезагрузке американской мыльной оперы «Одна жизнь, чтобы жить». В 2017 году она исполнила роль Лиз в фильме «Человек-паук: Возвращение домой».

## Ранняя жизнь
Харриер родилась 28 марта 1990 года в Чикаго, штат Иллинойс, а выросла в городе Эванстон, штат Иллинойс. Она училась в средней школе Township Evanston с 2004 по 2008 год. Её отец работает в страховой компании, а мать — логопед. У неё есть младший брат.
Лора переехала в Нью-Йорк в возрасте 18 лет для поступления в Нью-Йоркский университет в Gallatin School of Individualized Study. После переезда Харриер занялась модельной деятельностью и отложила поступление в университет. Работа моделью всё равно не была тем занятием, которому она могла бы посвящать себя долгое время. В конце концов, она решила, что хочет стать актрисой и поступила в актёрскую школу Уильяма Эспера. С тех пор она живёт в Нью-Йорке.

## Карьера

### Актёрская деятельность
Харриер появилась в перезагрузке американской мыльной оперы «Одна жизнь, чтобы жить» в 2013 году в роли Дестини Эванс. Она также снялась в таких фильмах, как «Последние пять лет» (2014) и «Смелость сказать правду» (2016).
Первой серьёзной ролью Лори стала Лиз, возлюбленной главного героя в фильме «Человек-паук: Возвращение домой» (2017). Должна была сыграть Милли Монтаг в экранизации знаменитого романа Рэя Брэдбери «451 градус по Фаренгейту», но её персонаж был вырезан.

### Работа моделью и мода
Харриер была моделью таких компаний как Garnier, Urban Outfitters, American Eagle, и L’Oréal. Она также появлялась на обложках Vogue, Cosmopolitan, Elle и Glamour.
В 2016 году Харриер снялась в короткометражном фильме режиссёра Кэрри Бронштейна «The Realest Real» для французского модного бренда Kenzo. Харриер в настоящее время является моделью Calvin Klein и Louis Vuitton, а также лицом итальянского ювелирного бренда Bulgari.

## Фильмография
| Год  |    | Русское название                | Оригинальное название   | Роль               |
| ---- | -- | ------------------------------- | ----------------------- | ------------------ |
| 2013 | с  | Одна жизнь, чтобы жить          | One Life to Live        | Дестини Эванс      |
| 2014 | ф  | Последние пять лет              | The Last Five Years     | женщина-манускрипт |
| 2014 | с  | Помнить всё                     | Unforgettable           | Эмбер              |
| 2015 | ф  | Смелость сказать правду         | 4th Man Out             | Дороти Куда        |
| 2017 | ф  | Человек-паук: Возвращение домой | Spider-Man: Homecoming  | Лиз Аллан          |
| 2018 | ф  | Чёрный клановец                 | BlacKkKlansman          | Патрис Дюма        |
| 2019 | ф  | Баланс, а не симметрия          | Balance, Not Symmetry   | Кейтлин Уокер      |
| 2020 | с  | Голливуд                        | Hollywood               | Камилла Вашингтон  |
| 2021 | ф  | Скворец                         | The Starling            | Шерри              |
| 2021 | ф  | Человек-паук: Нет пути домой    | Spider-Man: No Way Home | Лиз Аллан          |
| 2021 | с  | Тревожный звонок                | Calls                   | Лейла              |
| 2022 | с  | Майк                            | Mike                    | Робин Гивенс       |
| 2022 | мф | Энтергалактик                   | Entergalactic           | Кармен             |
| 2023 | ф  | Белые люди не умеют прыгать     | White Men Can’t Jump    | Татьяна            |
| 2025 | ф  | Майкл                           | Michael                 | Сюзанн де Пасс     |